# ستيف بالز
ستيف بالز (بالإنجليزية: Steve Bales)‏ هو مهندس أمريكي، ولد في القرن العشرين في أوتوموا في الولايات المتحدة.